# Óscar Muñiz Martín
Óscar Muñiz Martín (Barcelona, 1930-Oviedo, 1997) fue un novelista e investigador español.

## Biografía
Nacido en Barcelona en 1930, se trasladó con su familia a Asturias ese mismo año. Estudió Derecho en la Universidad de Oviedo, donde se doctoró. En 1952 fundó el cine club universitario de Gijón, que dirigió durante once años y en el que se forjó su cinefilia. Tanto en su obra literaria como en los trabajos de investigación, se especializó en la Guerra Civil española y su contexto histórico, especialmente en Asturias. En 1978 vio la luz su tesis doctoral El Consejo de Asturias y León. Contribución a su estudio histórico-jurídico, donde analiza la Guerra civil española desde el punto de vista jurídico. En este mismo campo de investigación Óscar Muñiz es autor también de El verano de la dinamita. Asturias 1936 (1974) y Asturias en la Guerra Civil (1976).
En 1968 se editó su primera novela, El coronel. En 1969 publicó El ladrido, (una historia sobre los maquis que sería llevada al cine en 1977 con escasa fortuna bajo la dirección de Pedro Lazaga). En 1969 obtuvo el premio Ciudad de Oviedo por El juego del diablo y el Ateneo de Valladolid por Con la piel cosida. En 1973 fue finalista del premio Blasco Ibáñez con su novela La sangre de los justos. En 1985 publica La verdadera historia de la isla del Tesoro y en 1990 Bobes, la cólera de Dios, donde profundiza en la reconstrucción literaria de hechos históricos, como posteriormente volvería a hacer en La pólvora y la sangre (Premio de Novela Casino de Mieres, 1992), que recrea el atraco del anarquista Buenaventura Durruti a la sucursal del Banco de España en Gijón, y en El capitán de la reina (publicada en 1998 con carácter póstumo), sobre el marino militar asturiano Fernando Villaamil, muerto heroicamente en la batalla naval de Santiago de Cuba durante el Desastre del 98.
Óscar Muñiz fue durante toda su vida un asiduo colaborador de la prensa escrita. Dignos de mención son sus comentarios cinematográficos para la revista Asturias Semanal, o series como "La gran ofensiva" (La Nueva España, 1978), "Los seres fantásticos de la Asturias mítica", "Crónicas de la mar de Asturias" y "El final del frente Norte"(El Correo de Asturias, 1987)  y la sección "La mar" del Libro de Gijón (Oviedo, 1979).
Hermano de la reconocida escritora y profesora María Elvira Muñiz Martín y casado con María Luisa Fernández-Villaverde Bárcena, Óscar Muñiz fue vicepresidente de la Asociación Colegial de Escritores de Asturias y recibió el premio Acebo de plata en 1994, "por su prolongada y fructífera trayectoria literaria". Falleció en Oviedo el 5 de diciembre de 1997.

## Libros
- El coronel (Oviedo: s.n., 1968). [Novela finalista del premio "Ciudad de Oviedo"]
- El ladrido: novela (Oviedo: s.n., 1969)
- El juego del diablo (Oviedo: Richard Grandío, 1970). [Premio de Novela "Ciudad de Oviedo", 1969]
- Con la piel cosida (Madrid: Editora Nacional, 1974). [Premio "Ateneo de Valladolid" 1969]
- El verano de la dinamita: (Asturias 1936) (Madrid: Júcar, 1974)
- El Consejo de Asturias y León, 1936-37: contribución a su Estudio histórico-jurídico (Oviedo: Universidad, 1974)
- Asturias en la Guerra Civil (Salinas, Asturias: Ayalga, 1976, 1982)
- La verdadera historia de la Isla del Tesoro (Oviedo: Fundación Dolores Medio, 1985)
- Asturias 37 (S.l.: s.n., 1990). Reprod. del original mecanografiado
- Bobes, la cólera de Dios (Avilés: Azucel, 1990)
- La pólvora y la sangre (Madrid: Libertarias, 1993). [Premio de novela Casino de Mieres, 1992]
- El capitán de la reina (Gijón: Llibros del Pexe, 1998)
- La pólvora y la sangre (Gijón: El Comercio, Trea, 2008)